# أيام السادات (فلم)
أيام السادات هو فيلم سيرة ذاتية مصري صدر سنة 2001، إخراج محمد خان، وكتابة أحمد بهجت، وبطولة أحمد زكي، وميرفت أمين، ومنى زكي. يحكي الفيلم السيرة الشخصية وحياة الرئيس الثالث لمصر محمد أنور السادات. صَور الفيلم تفاصيل دقيقة عن حياة الرئيس السادات، فإحدى السمات البارزة للسادات هي نمط خطابه، والتي تمكن أحمد زكي من أدائها بقوة.
عندما صدر الفيلم عام 2001، اجتذب عددًا كبيرًا من المتابعين في مصر، وصُنف كواحد من أكثر الأفلام ربحًا في البلاد. كان هذا هو الفيلم الثاني من نوع السيرة الذاتية الذي يقدمه أحمد زكي بعد فيلم ناصر 56.
حصل المخرج محمد خان على إشادة كبيرة على إخراجه للفيلم. ومع ذلك، زعم بعض النقاد أن الفيلم كان متحيزًا بعض الشيء، لأنه ركز فقط على كتابات السادات عن نفسه في كتابه «البحث عن الذات».

## عن الفيلم
عن كتاب «البحث عن الذات» وكتاب «سيدة من مصر»، يكتب أحمد بهجت سيناريو وحوار فيلم أيام السادات ويقوم محمد خان بإخراجه ليجسد أحمد زكي شخصية السادات في أحد أصعب أدواره السينمائية على حد قوله، خاصة لأن الفيلم ليس سياسيًا بالدرجة الأولى بقدر ما يسلط الضوء على حياة شخصية عامة، متتبعًا مشوار حياة السادات من البداية وحتى وصوله لسُدة الرئاسة في مصر، وذلك على مدار أربعين عامًا حافلة، ويعتبر الفيلم من قبل بعض نقاد السينما أحد العلامات في تاريخ السينما المصرية الحديثة. وقامت كل من منى زكي وميرفت أمين بأداء شخصية جيهان السادات. الجدير بالذكر أن الفيلم استمر تصويره لمدة 11 أسبوع، وتعدت تكلفته 6 ملايين جنيه مصري، بينما حقق إيرادات تجاوزت 11 مليون جنيه مصري وقت عرضه.

## قصة الفيلم
تبدأ اللقطات الأولى من الفيلم بتولي السادات رئاسة الجمهورية بعد وفاة الرئيس جمال عبد الناصر في 28 سبتمبر 1970 كونه نائباً للرئيس.
يجلس السادات على مكتب الرئيس السابق جمال عبد الناصر ثم يقف متأملا عبر شرفة مسكنه سنين حياته على طريقة الفلاش باك، فيسترجع دوره في الحركة الوطنية المناهضة للاحتلال البريطاني وتعاونه مع المخابرات الألمانية خلال الحرب العالمية الثانية الذي قاده إلى السجن ثم تورطه في مقتل أمين عثمان باشا الذي قاده إلى الفصل من الجيش المصري ليعمل في عدة مهن وضيعة قبل أن يعود مرة أخرى إلى الجيش لينضم إلى تنظيم الضباط الأحرار الذي قام بثورة 23 يوليو من عام 1952.
ولا يقتصر تعامل السادات في هذه الفترة على السياسة فقط فهو حسب الفيلم قارئ جيد يقرأ للمهاتما غاندي في سجنه وهو بعد ذلك ذو قلب عاشق تمثل في ارتباطه بزوجته الثانية جيهان السادات رغم أنها كانت تصغره بخمسة عشر عاما ومن أم إنجليزية.
ذكاء السادات أيضا هو الذي جعله يتعامل بحذر مع الجميع، فقد ارتبط بعلاقة صداقة مع أحد المقربين من الملك فاروق وبالقوة التي شكلها التي تعرف بالحرس الحديدي في الوقت الذي كان يتمتع فيع بعضوية الضباط الأحرار الذين كانوا يسعون للإطاحة بالملك وبنظامه الفاسد، لكنه ليلة الثورة يصطحب زوجته إلى السينما وقت تنفيذ الضباط لحركتهم، وبعد عودته ينضم إليهم بعدما نفذت الثورة بالفعل، وأذاع بصوته بيان الثورة.
يرصد الفيلم بعد ذلك الصراع الذي دار بين الضباط الأحرار، ومحاولة اغتيال جمال عبد الناصر، وجلاء الإنجليز عن مصر ثم تولي جمال عبد الناصر بعد ذلك حكم مصر وقيامه بتأميم قناة السويس.
نتيجة لتأميم قناة السويس تقوم كل من بريطانيا وفرنسا وإسرائيل بإعلان الحرب على مصر (العدوان الثلاثي) في عام 1956.
يروي الفيلم بعد ذلك حرب 1967، ووفاة عبد الحكيم عامر وقيام عبد الناصر بتعينه نائبا له،
ثم وفاة عبد الناصر وتوليه الرئاسة وبعد ذلك صراعه مع مراكز القوى وتصفيتها (ثورة التصحيح)، حيث أقال نائب رئيس الجمهورية علي صبري ووزير الداخلية شعراوي جمعة ووزير الإعلام محمد فائق ورئيس البرلمان لبيب شقير وسكرتير رئيس الجمهورية سامي شرف لمحاولة هؤلاء بالقيام بانقلاب على نظام الحكم.
يروي الفيلم أن السادات كان المخطط شبه الأوحد لحرب أكتوبر، لدرجة أنه كان يضع خطط خداع إسرائيل وهو يسير في ردهات وحديقة قصره ليبلغها في اليوم التالي لكبار قادة الجيش، ويروي أيضا أنه نجح في الضغط على السوفييت لإقناعهم بتسليم الأسلحة والمعدات التي كانوا يمنعونها عن مصر في عهد عبد الناصر، ويروي فوق كل ذلك تفاصيل زيارته إلى القدس دون سابق إنذار مسلطا الضوء على خطبته في الكنيست على صور وثائقية لوصوله واستقباله. ثم تتم حملة اعتقالات واسعة وذلك على إثر حدوث بوادر فتن طائفية. وتنتهي أحداث الفيلم باغتيال السادات في عرض عسكري كان يقام بمناسبة ذكرى حرب أكتوبر.

## طاقم التمثيل
- أحمد زكي: (محمد أنور السادات)
- ميرفت أمين: (جيهان السادات)
- منى زكي: (جيهان السادات في سن الشباب)
- رؤوف مصطفى: (والد جيهان السادات)
- ليلى شعير: (والدة جيهان السادات)
- سلوى عثمان: (إقبال عفيفي زوجة السادات الأولى)
- عبد الرحيم حسن: (حسن عزت قريب جيهان)
- عزت المشد: (أحمد إسماعيل علي)
- إسعاد يونس: (المذيعة همت مصطفى)
- سيد عبد الكريم: (النبوي إسماعيل)
- يوسف فوزي: (د. يوسف رشاد)
- أحمد السقا: (عاطف السادات)
- أحمد فؤاد سليم: (كمال جاويش من النيابة)
- محمود الخولي: (جمال عبد الناصر)
- مخلص البحيري: (محمد حسنين هيكل)
- عثمان عبد المنعم: (دكتور جامعي)
- عبد الغني ناصر: (محمد نجيب)
- عطية عويس: (علي صبري أحد مراكز القوى)
- أحمد دياب: (سامي شرف أحد مراكز القوى)
- محمود العراقي: (شعراوي جمعة أحد مراكز القوى)
- فايق عزب: (ضابط بالنيابة)
- محمد مرزبان: (أحد الضباط الأحرار)
- فكري أباظة: (عبد الحكيم عامر)
- أحمد الحلواني: (الطالب عبد المنعم أبو الفتوح)
- عفاف رشاد: (زوجة حسن عزت)
- محمد السبع: محمد حيدر باشا
- انتصار: حكمت فهمي
- رأفت فوزي: (اللواء سعد مأمون - مجلس قيادة الثورة)
- عاصم نجاتي: (محمد إبراهيم كامل أحد المفرج عليهم في قضية أمين عثمان)
- طارق مندور: (الوزير أمين عثمان)
- جلال عبد القادر: عثمان أحمد عثمان
- محمد ريحان: سيد مرعي

## فريق العمل
- إخراج: محمد خان
- سيناريو وحوار: أحمد بهجت
- مشاركة في تعديل ومراجعة السيناريو والحوار: علي سالم ومحفوظ عبد الرحمن[5][6]
- المعالجة السينمائية: أحمد زكي
- إنتاج: أحمد زكي
- مونتاج: خالد مرعي
- موسيقى تصويرية: ياسر عبد الرحمن
- مدير التصوير: طارق التلمساني
- مراجع الفيلم: كتاب البحث عن الذات لمحمد أنور السادات وكتاب سيدة من مصر لجيهان السادات

## الجوائز
- حصل أحمد زكي على جائزة أحسن ممثل في مهرجان المركز الكاثوليكي ال50 للسينما المصرية.
- حصلت منى زكي على وسام الجمهورية عن دورها في فيلم «أيام السادات» الذي جسدت فيه دور زوجة السادات .
- عرض الفيلم على المسؤولين في «مهرجان كان السينمائي»، لكنهم لم يوافقوا على عرضه لا في المسابقة الرسمية ولا في التظاهرات الموازية للمهرجان.
- ترشح الفيلم لمهرجان فينسيا السينمائي .
- تقييم الفيلم في قاعده بيانات الأفلام على الإنترنت (موقع imdb) هو (7.6 - 10).

## روابط خارجية
- أيام السادات على موقع IMDb (الإنجليزية)
- أيام السادات على موقع الدهليز
- أيام السادات على موقع قاعدة بيانات الأفلام العربية
- أيام السادات على موقع فيلمافينيتي (الإسبانية)
- أيام السادات على موقع قاعدة بيانات الفيلم (الإنجليزية)
- أيام السادات على موقع ليتربوكسد (الإنجليزية)
- أيام السادات على موقع كينوبويسك (الروسية)